# Alelimma deletaria
Alelimma deletaria är en fjärilsart som beskrevs av George Francis Hampson 1895. Alelimma deletaria ingår i släktet Alelimma och familjen nattflyn. Inga underarter finns listade i Catalogue of Life.